# Val-saint-grégoire
Le val-saint-grégoire, ou alsace val Saint-Grégoire, est un vin blanc produit avec les cépages auxerrois, pinot blanc ou pinot gris, sur les communes de Turckheim, Zimmerbach, Walbach et Wihr-au-Val dans le Haut-Rhin. La dénomination « val Saint-Grégoire » désigne la vallée de Munster, où se trouvait l'abbaye Saint-Grégoire (en référence à Grégoire Ier) : l'aire de production est limité aux coteaux sur la rive gauche de la Fecht, orientés au sud ou au sud-est.
C'est une dénomination géographique complémentaire créée en octobre 2011 au sein de l'appellation vin d'Alsace.